# 佐兰·耶夫蒂奇
佐兰·耶夫蒂奇（1982年7月31日—），克罗地亚男子手球运动员。他曾代表克罗地亚国家队参加突尼斯举办的2005年世界男子手球锦标赛，获得亚军。